# Romb

Romb

En romb är en fyrhörning, en plan geometrisk figur vars alla sidor är lika långa. Motstående sidor är parallella och diagonalerna står rätvinklig på varandra. En romb är ett specialfall av en parallellogram.
Ett specialfall är en rätvinklig romb, som är detsamma som en kvadrat.
En rombs area A kan beräknas på flera sätt:
- {\displaystyle A=s\cdot h}

- {\displaystyle A=s^{2}\cdot \sin v}

- {\displaystyle A={\frac {d_{1}\cdot d_{2}}{2}}}

där s är sidan, h är höjden, v är vinkeln mellan två sidor och d1 och d2 är diagonalerna.